# Качхи
Качхи (урду ‎и белудж. ضلع کچھی, англ. Kachi (Kacchi) District, синдхи ڪڇي ضلو) — один из 30 округов пакистанской провинции Белуджистан. Административный центр — город Дхадар. До 2008 года округ назывался Бола́н (урду ضلع بولان‎, англ. Bolan District).

## География
Площадь округа — 7 499 км². На севере граничит с округом Сиби, на северо-западе — с округом Мастунг, на западе — с округом Калат, на юго-западе — с округом Хуздар, на юге — с округами Насирабад и Джхал-Магси, на юго-востоке — с округом Дера-Бугти, на северо-востоке — с округом Кохлу.

## Административно-территориальное деление
Округ делится на четыре техсила:
- Бхаг
- Дхадар
- Мач
- Сани

## Население
По данным переписи 1998 года, население округа составляло 288 056 человека, из которых мужчины составляли 53,98 %, женщины — соответственно 46,02 %. Уровень грамотности населения (от 10 лет и старше) составлял 15,7 %. Уровень урбанизации — 13,71 %. Средняя плотность населения — 38,41 чел./км². В этническом составе преобладают белуджи и брагуи.